# 雪花蓮屬
雪花蓮屬是天門冬目石蒜科的一個屬，約有20種。本屬植物是春天最早開花的球根花卉，又名雪滴花、雪鈴花、鈴蘭水仙、待雪草、報春花。

## 形態
雪花蓮屬具有鱗莖。葉線形。花莖直立，在花莖頂端著生有一朵花，花下垂，鐘形；花白色，花瓣六片，花瓣分為內外兩層，內層與外層各有三片花瓣，外層的花瓣比內層的花瓣較長且較凸起。花葯六枚，花葯孔裂或短縱裂。子房三室，果實為蒴果。

## 辨識
無論是別名還是花形，雪花蓮屬植物和近緣的雪片蓮屬植物都長得很像，常常會被弄混淆，二屬的主要區別如下：雪片蓮屬植株較大，花期在春季或初夏，六片花瓣大小相同。而雪花蓮屬植物的內外兩層花瓣其大小並不相同，內層的花瓣呈杯狀，比外層的花瓣短。
- 雪花蓮屬—花瓣六片，內層三片比外層三片短。
- 雪片蓮屬—花瓣六片，六片花瓣大小相同。

## 繁殖
雪花蓮主要以分株法和種子繁殖。使用分株法繁殖的時期，是在葉子已經枯萎，植株開始休眠後，將附著在母球周圍的小鱗莖剝離母球，以這些小鱗莖來繁殖。以種子繁殖時，可以在春天播種或是在種子成熟後立刻播種。專業的栽培者或業餘的愛好者有時會使用一種稱為「鱗片繁殖」的方法，來大量繁殖特定品種的種苗。

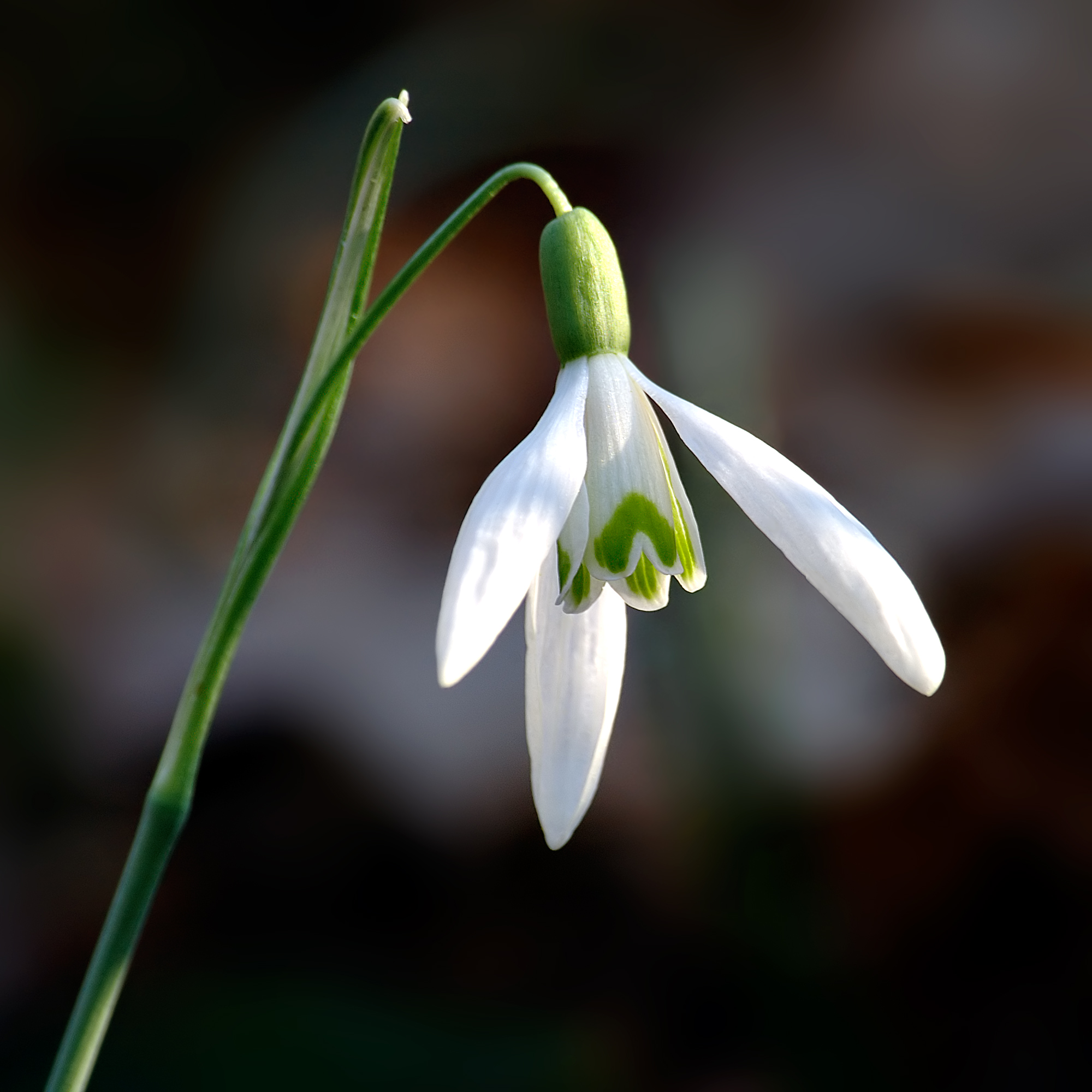

## 下属物种
本属包括以下物种：
- Galanthus allenii
- Galanthus bursanus Zubov, Konca & A.P.Davis[2]
- 拜占庭雪花蓮 Galanthus byzantinus
- 高加索雪花蓮 Galanthus caucasicus
- Galanthus fosteri
- 大花雪花蓮 Galanthus elwesii ，原產於地中海東部地區，株高約23公分，一至二月開花。花大，花瓣有明顯的綠色斑點。
- Galanthus ikariae
- Galanthus imperati
- Galanthus lagodechianus
- 闊葉雪花蓮 Galanthus latifolius
- 雪花蓮 Galanthus nivalis ，雪花蓮是本屬最有名的植物。
  - 重瓣雪花蓮 ('Flore Pleno') -- 雪花蓮的重瓣品種。
- Galanthus peshmenii
- Galanthus platyphyllus
- 克里米亞雪花蓮 Galanthus plicatus  -- 株高30公分。花白色，一至三月開花。葉寬，葉緣向下反卷。
- Galanthus reginae-olgae Orph., 1876
- Galanthus woronowii Losinsk., 1935

## 保育狀況
本属所有种均被列為《瀕危野生動植物種國際貿易公約》（CITES）附錄二的物種，被限制出口及貿易。